# Viktor Agejev
Viktor Ivanovitj Agejev (ryska: Ви́ктор Ива́нович Аге́ев), född 29 april 1936 i Moskva, död 30 januari 2023, var en rysk vattenpolospelare. Han tog OS-brons 1956 och 1964 samt OS-silver 1960 med Sovjetunionens landslag.
Agejev spelade tre matcher i den olympiska vattenpoloturneringen i Melbourne som är mest känd för blodet i vattnet-matchen mot Ungern. I den olympiska vattenpoloturneringen i Rom spelade han två matcher. Han spelade sex matcher och gjorde två mål i den olympiska vattenpoloturneringen i Tokyo.